# 천연두 백신
천연두 백신(영어: smallpox vaccine)은 전염병에 대해 최초로 개발된 백신이다. 천연두 감염병을 예방하는 백신이다. 1796년 영국 의사 에드워드 제너는 비교적 가벼운 감염을 일으키는 우두 바이러스가 치명적인 천연두 바이러스에 대한 면역력이 부여되는 것을 증명했다. 우두는 19세기에 현재의 천연두 백신이 출현할 때까지 천연 백신으로 사용되었다.
1958년부터 1977년까지 세계보건기구는 천연두를 근절하여 전 세계적으로 예방할 수 있는 예방 접종 캠페인을 실시했고, 결국 천연두를 근절하였다. 이제 일상적인 천연두 백신 접종은 더 이상 일반 대중에게 시행되지 않지만, 바이오 테러 및 생물학적 전쟁으로부터 보호하기 위해 백신은 여전히 만들어지고 있다.

## 천연두 백신의 단어 유래

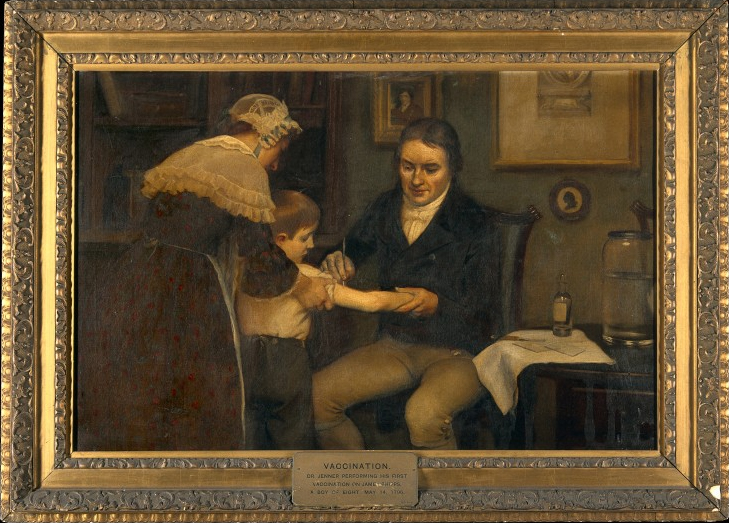
에드워드 제너가 1796년 5월 14일 8세 소년 제임스 피프스에게 첫번째 백신을 접종하는 장면

1796년, 에드워드 제너가 사용한 백신(Vaccine)이라는 단어는 라틴어 젖소(Vaccinus)에서 유래한 것이다. 소에서 추출한 우두라는 바이러스를 사용한 접종법이었다. 20세기에 사용되는 천연두 백신은 기존의 우두나 천연두 바이러스와는 다 종으로, 혈청학적으로 구분된다.

## 천연두 백신의 구성과 효능
현재 천연두 백신은 감염성 바키니아 바이러스의 생바이러스로 만들어진다. 바키니아 백신을 통해 만들어진 항체는 원두, 우두, 천연두를 비롯해 다른 오르토두바이러스에 대한 예방력도 갖는다. 최초 접종 10일 후 항체의 무력화가 확인되며, 7일 후에 재접종을 받는다. 역사적으로 봤을 때 백신은 접종자의 95%의 천연두 감염을 막음으로써 천연두 예방에 탁월한 효과를 보였다.
천연두 백신은 이후 3 ~ 5년동안 높은 수준의 면역력을 제공하며, 그 이후 면역력은 점점 감소한다. 그 뒤에 다시 백신을 맞으면 면역력은 당연히 더 오래 지속된다. 1950년대 ~1960년대에 유럽에서 이루어진 천연두 연구에서는 10년 안에 백신을 맞은 사람들의 천연두 치사율은 1.3%였던 반면 11 ~ 20년 전에 백신을 맞은 사람들의 천연두 치사율은 7%, 20년보다 더 전에 백신을 맞은 사람들의 천연두 치사율은 11%였다. 한편 백신을 맞지 않은 사람들의 치사율은 52%에 달했다.

## 부작용
천연두 백신으로 인한 부작용이나 위험부담도 존재한다. 과거에는 백신을 맞은 사람 1,000명 중 1명꼴로 백신 접종 부위의 알레르기 반응(다형홍반), 바키니아 바이러스가 신체 다른 부위 또는 다른 사람에게 전파되는 등 심각하지만 생명은 위험하지 않은 증상을 나타냈다. 생명이 위험할 정도의 부작용은 백신을 처음 맞은 1백만 명 중 14 ~ 500명 꼴로 나타난다. 과거에는 1백만 명 중 한두 명(0.00198%)가 백신을 맞고 사망했다. 사망 원인은 백신접종후 뇌염이나 접종부위의 심각한 괴사(소위 진행성 바키니아)였다.

## 천연두 백신 접종 현황
천연두가 박멸되고 천연두 자연감염으로 인한 사망자 수가 백신 부작용으로 인한 사망자 수 이하로 떨어지자 아동의 정기 백신 접종이 중단되었다. 미국에선 1972년, 유럽 대부분의 나라에서 1970년대 중에 중단되었다. 의료계 종사자들의 정기 접종도 1976년 중단되었고, 군대 징집병들에 대한 접종도 1990년에 종료되었다(다만 중동과 한국의 징집병들은 여전히 접종을 받는다). 1986년이 되자 전세계 모든 나라에서 천연두 백신의 정기 접종이 중단되었다. 현재 천연두 예방접종은 사고로 바이러스에 노출될 위험이 있는 연구실 인력들에게 주로 권고되고 있다.

## 과거의 천연두 백신

### 인두법
천연두 환자의 피부에 상처를 내고 소의 고름이나 딱지 등을 문지르거나 코 등에 흡입해서 후천 면역을 획득하는 접종법의 일종을 가리킨다. 약하게 천연두를 앓게 되고, 피 접종자가 기본 면역력이 약하면 사망까지 이르게 된다. 그런 이유로 종두법에 밀려 이제는 사용하지 않는다. 인두법으로 접종하면, 피접종자는 천연두 감염된 것보다는 조금 약한 천연두가 발병하여 일반 천연두처럼 농포가 발생한다. 약 2-4주 후에 이러한 증상이 가라 앉아 회복되고, 성공적으로 면역이 생성된다.

### 종두법(우두법)
종두(種痘)는 천연두를 예방할 목적으로 우두를 사람에게 접종하는 일을 가리킨다. 우두법(牛痘法, cowpox)은 면역 물질을 소마마를 앓는 소에게서 얻었기 때문에 그러한 이름이 붙여졌다.